# Anisobrachium
Anisobrachium (лат. ) — род ос-бетилид из надсемейства Chrysidoidea (Bethylidae, Hymenoptera). 

## Распространение
Палеарктика.

## Описание
Мелкие и среднего размера осы-бетилиды. Отличаются длинными трёхзубыми жвалами, поперечным клипеусом, субквадратной головой, длинным мезоскутеллюмом, коротким поперечным антеромезоскутумом, муравьёвидным телом у бескрылых самок (самцы не обнаружены). Метанотум крупный, выше мезоскутума. Усики 12-члениковые. Оцеллии у самок отсутствуют, а их глаза и крылья редуцированы. Предположительно паразитоиды насекомых. Род был впервые выделен в 1906 году, а его валидный статус подтверждён в ходе ревизии, проведённой позднее бразильскими энтомологами Magno S. Ramos и Celso O. Azevedo. Afgoiogfa близок к родам Acrepyris и Pristocera (Pristocerinae).